# Władysław Kupiec
Władysław Kupiec (ur. 14 września 1927 w Dylągowej, zm. 23 maja 1999) – polski sędzia, poseł na Sejm PRL VIII kadencji.

## Życiorys
W dzieciństwie mieszkał w Dylągowej. Przed II wojną światową ukończył czteroletnią szkołę powszechną, edukację podstawową dokończył w czasie wojny. Klasę siódmą ukończył w Dynowie. Następnie kształcił się na tajnych kompletach gimnazjalnych. W grudniu 1942 został zaprzysiężony do Szarych Szeregów. W latach 1944–1946 uczęszczał do Prywatnego Koedukacyjnego Gimnazjum i Liceum w Dynowie, kończąc je małą maturą.
Następnie pracował w Urzędzie Pocztowym nr 2 we Wrocławiu. W 1951 uzyskał tytuł zawodowy magistra prawa na Wydziale Prawno-Administracyjnym Uniwersytetu Wrocławskiego. W marcu 1953 ukończył aplikację sądową. Podjął pracę jako asesor w Sądzie Powiatowym w Kamiennej Górze. W 1956 został wiceprezesem tego sądu. Orzekał w sprawach cywilnych i w postępowaniu nieprocesowym. W tym samym roku jako bezpartyjny został wybrany do Miejskiej Rady Narodowej w Kamiennej Górze. W 1958 wstąpił do Zjednoczonego Stronnictwa Ludowego.
Wykładał w gminach wiejskich, otrzymując za to odznakę „Zasłużony Popularyzator Wiedzy TWP”. Od marca 1960 obejmował stanowisko sędziego Sądu Wojewódzkiego we Wrocławiu. W latach 1963–1965 przewodniczył społecznie Radzie Zakładowej przy Sądach we Wrocławiu.
Na początku lat 70. przeniósł się do wizytacji. Trzykrotnie był delegowany do orzekania w Izbie Karnej Sądu Najwyższego. Był też konsultantem w Departamencie Ustawodawczym Ministerstwa Sprawiedliwości.
W latach 1980–1985 pełnił mandat posła na Sejm PRL VIII kadencji w okręgu Wrocław-Województwo. Zasiadał w Komisji Prac Ustawodawczych, Komisji Spraw Wewnętrznych i Wymiaru Sprawiedliwości, Komisji Skarg i Wniosków oraz w Komisji Administracji, Gospodarki Przestrzennej i Ochrony Środowiska.
W czasie stanu wojennego był umieszczony na liście sędziów i posłów do internowania. W trakcie kadencji miał problemy zdrowotne, przeszedł m.in. śmierć kliniczną. Dwukrotnie wszczepiano mu rozrusznik serca. Przyczynił się do utworzenia Towarzystwa Pomocy dla Bezdomnych oraz Schroniska im. Brata Alberta. Odznaczony Krzyżem Kawalerskim Orderu Odrodzenia Polski i Złotym Krzyżem Zasługi.

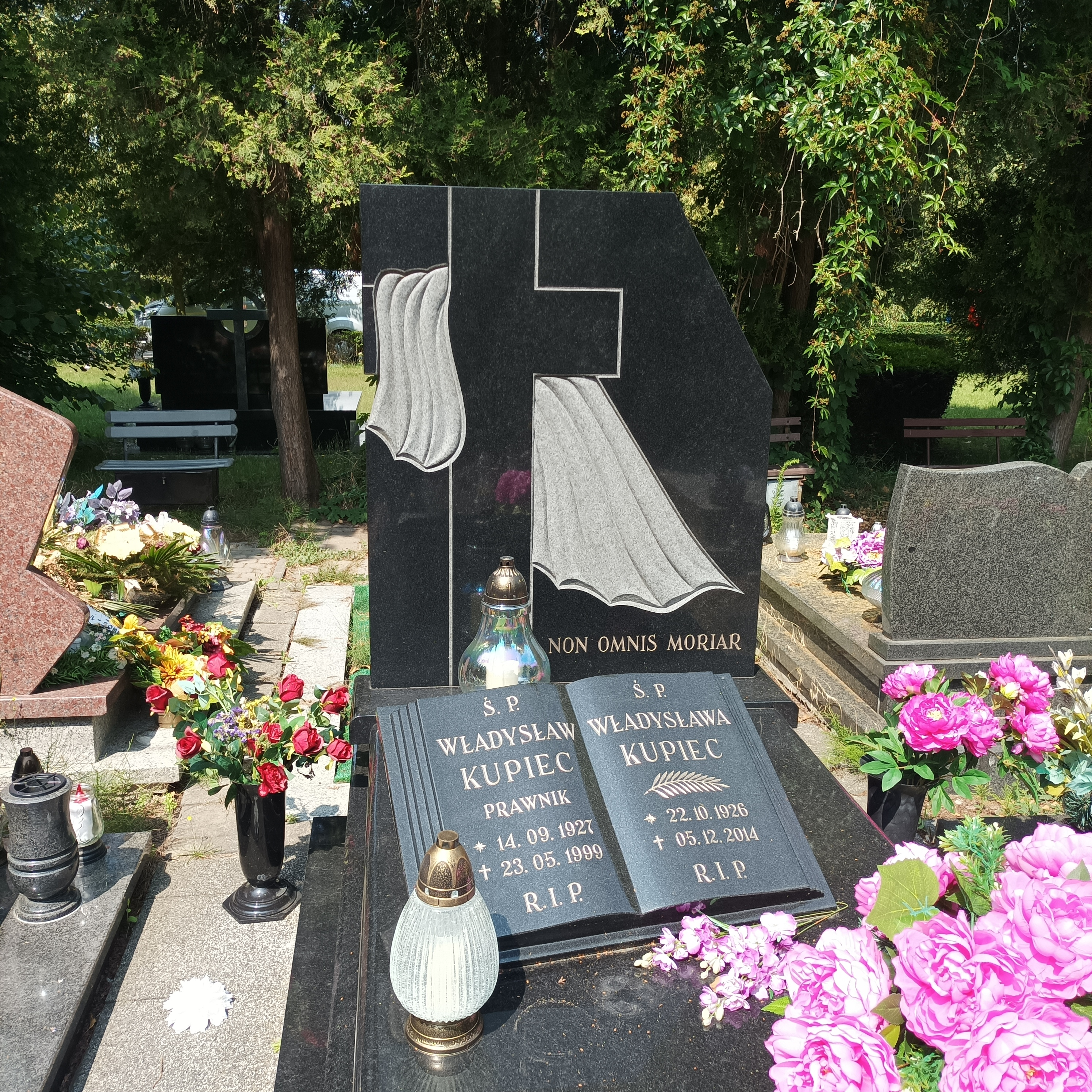
Grób Władysława Kupca na Cmentarzu Osobowickim

Pochowany na Cmentarzu Osobowickim.